# Sonipat
Sonipat (hindi सोनीपत) – miasto w Indiach, w stanie Hariana. W 2001 miasto to zamieszkiwało 216 213 osób.
W mieście rozwinęło się rzemiosło, a także drobny przemysł.